# Ванесса Бубріемм
Ванесса Бубріемм (фр. Vanessa Boubryemm; нар. 16 січня 1982, Туркуен, департамент Нор) — французька борчиня вільного стилю, срібна та бронзова призерка чемпіонатів світу, чемпіонка, срібна та бронзова призерка чемпіонатів Європи, бронзова призерка Кубку світу, чемпіонка Середземноморських ігор, учасниця Олімпійських ігор.

## Життєпис
Боротьбою почала займатися з 1990 року. У 2001 році стала бронзовою призеркою чемпіонату світу серед кадетів. У 2002 році здобула срібну медаль чемпіонату Європи серед юніорів.
Виступала за спортивний клуб «Elcoba» Булонь. Тренери — Річард Челмовський (з 1993), Жерар Санторо (з 2003), Нодар Бокашвілі (з 2010), Бено Шуллє (з 2010).

## Спортивні результати на міжнародних змаганнях

### Виступи на Олімпіадах
| Змагання                    | Збірна  | Вагова категорія          | Місце |
| --------------------------- | ------- | ------------------------- | ----- |
| Літні Олімпійські ігри 2008 | Франція | жіноча боротьба, до 48 кг | 7     |

### Виступи на Чемпіонатах світу
| Змагання                        | Збірна  | Вагова категорія          | Місце  |
| ------------------------------- | ------- | ------------------------- | ------ |
| Чемпіонат світу з боротьби 2001 | Франція | жіноча боротьба, до 51 кг | 6      |
| Чемпіонат світу з боротьби 2002 | Франція | жіноча боротьба, до 55 кг | 13     |
| Чемпіонат світу з боротьби 2005 | Франція | жіноча боротьба, до 51 кг | Срібло |
| Чемпіонат світу з боротьби 2007 | Франція | жіноча боротьба, до 48 кг | 8      |
| Чемпіонат світу з боротьби 2008 | Франція | жіноча боротьба, до 51 кг | Бронза |
| Чемпіонат світу з боротьби 2010 | Франція | жіноча боротьба, до 51 кг | 20     |
| Чемпіонат світу з боротьби 2011 | Франція | жіноча боротьба, до 48 кг | 32     |

### Виступи на Чемпіонатах Європи
| Змагання                         | Збірна  | Вагова категорія          | Місце  |
| -------------------------------- | ------- | ------------------------- | ------ |
| Чемпіонат Європи з боротьби 2004 | Франція | жіноча боротьба, до 55 кг | 7      |
| Чемпіонат Європи з боротьби 2005 | Франція | жіноча боротьба, до 51 кг | Бронза |
| Чемпіонат Європи з боротьби 2006 | Франція | жіноча боротьба, до 51 кг | Золото |
| Чемпіонат Європи з боротьби 2008 | Франція | жіноча боротьба, до 48 кг | Золото |
| Чемпіонат Європи з боротьби 2011 | Франція | жіноча боротьба, до 51 кг | 10     |
| Чемпіонат Європи з боротьби 2012 | Франція | жіноча боротьба, до 51 кг | 9      |

### Виступи на Середземноморських іграх
| Змагання                    | Збірна  | Вагова категорія          | Місце  |
| --------------------------- | ------- | ------------------------- | ------ |
| Середземноморські ігри 2001 | Франція | жіноча боротьба, до 51 кг | 4      |
| Середземноморські ігри 2005 | Франція | жіноча боротьба, до 51 кг | Золото |

### Виступи на Кубках світу
| Змагання                    | Збірна  | Вагова категорія          | Місце  |
| --------------------------- | ------- | ------------------------- | ------ |
| Кубок світу з боротьби 2005 | Франція | жіноча боротьба, до 51 кг | Бронза |
| Кубок світу з боротьби 2011 | Франція | жіноча боротьба, до 51 кг | 8      |

### Виступи на інших змаганнях
| Змагання                                                        | Збірна  | Вагова категорія          | Місце  |
| --------------------------------------------------------------- | ------- | ------------------------- | ------ |
| Manitoba Open 2002                                              | Франція | жіноча боротьба, до 55 кг | 4      |
| Austrian Ladies Open 2003                                       | Франція | жіноча боротьба, до 55 кг | 14     |
| Klippan Lady Open 2005                                          | Франція | жіноча боротьба, до 51 кг | Золото |
| Klippan Lady Open 2006                                          | Франція | жіноча боротьба, до 51 кг | Срібло |
| Гран-прі Німеччини з боротьби 2006                              | Франція | жіноча боротьба, до 51 кг | Золото |
| Austrian Ladies Open 2006                                       | Франція | жіноча боротьба, до 51 кг | Золото |
| Золотий Гран-прі з боротьби 2006                                | Франція | жіноча боротьба, до 51 кг | 5      |
| Austrian Ladies Open 2007                                       | Франція | жіноча боротьба, до 48 кг | Срібло |
| Austrian Ladies Open 2008                                       | Франція | жіноча боротьба, до 51 кг | Золото |
| Гран-прі Туркуена з боротьби 2011                               | Франція | жіноча боротьба, до 51 кг | Бронза |
| Гран-прі Іспанії з боротьби 2011                                | Франція | жіноча боротьба, до 51 кг | Бронза |
| Відкритий чемпіонат Польщі з боротьби 2011                      | Франція | жіноча боротьба, до 48 кг | Бронза |
| Тестовий турнір FILA 2011                                       | Франція | жіноча боротьба, до 48 кг | 8      |
| Турнір Дана Колова — Николи Петрова 2012                        | Франція | жіноча боротьба, до 48 кг | Золото |
| Олімпійський кваліфікаційний турнір з боротьби 2012 (Тайюань)   | Франція | жіноча боротьба, до 48 кг | 11     |
| Олімпійський кваліфікаційний турнір з боротьби 2012 (Гельсінкі) | Франція | жіноча боротьба, до 48 кг | 13     |

### Виступи на змаганнях молодших вікових груп
| Змагання                                      | Збірна  | Вагова категорія          | Місце  |
| --------------------------------------------- | ------- | ------------------------- | ------ |
| Чемпіонат світу з боротьби серед кадетів 1998 | Франція | жіноча боротьба, до 49 кг | 4      |
| Чемпіонат світу з боротьби серед кадетів 1999 | Франція | жіноча боротьба, до 49 кг | 10     |
| Чемпіонат світу з боротьби серед юніорів 2001 | Франція | жіноча боротьба, до 54 кг | Золото |